# جون سافاج (لاعب كريكت)
جون سافاج (3 مارس 1929 في المملكة المتحدة - 14 يوليو 2008 في المملكة المتحدة) (بالإنجليزية: John Savage)‏ هو لاعب كريكت بريطاني. لعب مع نادي مقاطعة لانكشر للكريكت ‏ ونادي مقاطعة ليسترشاير للكريكت ‏.